# Amaury Filión
Amaury Apolinar Filión Fernández (Santiago de los Caballeros, 1º agosto 1981) è un ex cestista dominicano.

## Carriera
Con la Rep. Dominicana ha disputato due edizioni dei Campionati americani (1999, 2003).